# Sidkeong Namgyal
Sidkeong Namgyal was de achtste Chögyal (koning) van Sikkim. Hij volgde zijn vader Tsugphud Namgyal bij leven op in 1862 en werd zelf in 1874 opgevolgd door zijn halfbroer Thutob Namgyal, omdat hij was overleden zonder nakomelingen.